# Јефтимије I Цариградски
Патријарх Јефтимије I Синклер (грч. Πατριαρχης Ευθυμιος Α΄ Συγκελλος; око 834. Исаурија – 5. август 917. Цариград) је био цариградски патријарх у периоду од марта 907. до маја 912. године.

## Биографија
Јефтимије је рођен око 834. године у области Исаурије, у насељу Селевкија (данашње Силифке) и од ране младости се посветио Богу и монашком животу.
Са 17 година примио је монашки постриг у једном од манастира на гори Олимп у Битинији. Водио је веома аскетски живот, трпећи глад, жеђ, хладноћу и друге невоље. У суровим зимама ходао је само у крпама. Евтимије је тада сам подигао манастир у заливу насупрот Никомедије, садашњем Измиту, вероватно у области савременог града Голчука.
Јефмимије је 880-их година отишао у Цариград, где је провео неко време у манастиру Светог Теодора. Будући цар Лав VI , након венчања са Теофанијом, изабрао га је за свог исповедника.
Претпоставља се да је 883. године, када је посетио Лава VI у затвору, Јефтимије је предвидео његово ступање на престо.
Године 887. цар Лав VI је дошао код Јефтимија у Богородичину цркву у Пигију.
Исте године је дао предвиђање Стилијану Заутзу: „...никада нећете остварити своје планове, бићете свргнути и ослепљени...”.
У децембру 889. цар је именовао Јефтимија за патријаршијског синкела.
890. године, по указу цара, почела је изградња манастира Псаматија за Јефтимија, а 6. маја 892. године је прослављен празник обнове храма.
Од новембра 896. до децембра 898. године Јевтимије је био заточен у манастиру Светог Диомида.
Игуман манастира Псаматија је 906. године учествовао у стављању појаса Пресвете Богородице на главу страдале царице Зоје и она је оздравила.
У фебруару 907. године, повереници из Рима и источни патријарси који су стигли у Цариград формирали су црквени сабор и признали патријарха Николаја Мистика као подложног свргавању. Цар је дошао код Јефтимија са писмима и понудио се да преузме управљање Црквом.
Патријарх није прогласио Зоју Карбонопсину за Августу у цркви, што би било званично признање Зоје за царицу. Патријарх Јефтимије је признао брак Лава VI тек након објављивања царског указа, који је забрањивао квадругамију и духовним и световним законодавством. За живота цара Лава VI Николаити (ревнитељи старог православља) су претрпели изгнанство, а после његове смрти, 912. године, брат Лава VI, Александар, је, дошавши на власт, вратио Николаите и дозволио им да заузму њихове положаје. Исте године цар Александар је сазвао сабор у Цариграду, на коме је Јефтимије свргнут и прогнан у манастир Агатију.
У фебруару 914. Зоја Карбонопсина је замолила Јефтимија да поново преузме престо, али је он одбио.
Јефтимије је преминуо 5. августа 917. године. До помирења његових присталица и Николе Мистика дошло је тек у јулу 920. године.